# Fara Grain Gill
Der Fara Grain Gill ist ein Wasserlauf im Lake District, Cumbria, England. Er entsteht westlich von Satterthwaite aus dem Zusammenfluss verschiedener unbenannter Wasserläufe und fließt in östlicher Richtung. Er bildet bei seinem Zusammenfluss mit dem Grizedale Beck den Force Beck.